# Elizabeth Catlettová
Elizabeth Catlettová, narozená jako Alice Elizabeth Catlett, také známá jako Elizabeth Catlett Mora (15. dubna 1915, Washington D.C. – 2. dubna 2012, Cuernavaca, Mexiko) byla afroamerická sochařka a grafička, která od roku 1962 byla občankou Mexika, kde žila a tvořila více než šedesát let. Byla zastánkyní hnutí za občanská práva ve Spojených státech. Svým uměním chtěla zprostředkovat sociální poselství a představit afroamerické občany, zejména pak ženy, jako plnohodnotné členy společnosti. Mateřství je trvalým tématem během její kariéry.
Dlouhá léta působila také jako učitelka výtvarného umění na různých vysokých školách v USA a Mexiku.

## Život a dílo
Catlettová se narodila a vyrůstala ve Washingtonu. Rodiče byli dětmi osvobozených otroků, pracovali ve školství. Babička jí vyprávěla příběhy z období otrokářské společnosti. Elizabeth byla nejmladší ze tří dětí. Otec zemřel ještě před jejím narozením a matka zastávala několik zaměstnání, aby uživila domácnost.
Studovala na Howardově univerzitě ve Washingtonu poté, co ji kvůli barvě pleti odmítli přijmout na univerzitu Carnegieho v Pittsburghu. Studovala design, grafiku a kresbu a promovala s vyznamenáním v roce 1935. V rámci vládního projektu na podporu umělců Works Progress Administration (WPA) pracovala v roce 1930 dva měsíce na nástěnných malbách a přitom ji ovlivnil sociální aktivismus mexického muralisty Diega Rivery. Po promoci se přestěhovala do rodného města své matky Durhamu v Severní Karolíně, kde dostala místo učitelky výtvarného umění.
Vstoupila do postgraduálního programu na ‎‎univerzitě v Iowě, kde studovala kresbu a malbu u Granta Wooda ‎‎ a sochařství u ‎‎Harryho Edwarda Stinsona‎‎.  Wood jí poradil, aby se zaměřila na zobrazení černošského prostředí, které je jí blízké a ovlivnil její rozhodnutí soustředit se na sochařství. V roce 1940 Cattletová získala magisterský titul jako první afroamerická žena. Její diplomovou prací byla socha Matka a dítě (1939), která získala první cenu na výstavě American Negro v Chicagu v roce 1940. Získala místo na Dillardově univerzitě v New Orleansu a během letních prázdnin absolvovala kurzy keramiky a litografie v Chicagu. V Chicagu se také setkala se svým prvním manželem, malířem ‎‎Charlesem Wilbertem Whitem‎‎. Po svatbě v roce 1941 se přestěhovali do New Yorku, kde Catlettová vyučovala v kurzech vzdělávání dospělých na škole v ‎‎Harlemu‎‎. Setkávala se s umělci a intelektuály jako byli Gwendolyn Bennettová, W. E. B. Dubois, Ralph Ellison, Langston Hughes, Jacob Lawrence a Paul Robeson.
Na počátku čtyřicátých let se Catlettová seznámila s Raúlem Anguiananem, jedním ze zakladatelů levicově zaměřeného uměleckého kolektivu Taller de Gráfica Popular (TGP), což podnítilo její zájem navštívit Mexiko. V roce 1946 obdržela grant Rosenwaldovy nadace, který jí umožnil společně s manželem odejít studovat a pracovat do Mexika. Krátce po příjezdu se s manželem rozvedla. V roce 1947 v Mexico City potkala ‎‎malíře Francisca Moru‎‎, za kterého se později téhož roku provdala. ‎Během manželství se jim narodily tři děti. Catlettová spolupracovala s ‎‎Taller de Gráfica Popular‎‎ od roku 1946 do roku 1966. Spolu s dalšími umělci navrhovala plakáty, letáky, ilustrace pro učebnice a materiály na podporu gramotnosti v Mexiku. Tato práce umožnila Catlettové propojit prostřednictvím svého umění mexické výtvarné techniky s afroamerickou historií. V dílně Taller vytvořila více než 70 děl, z nichž mnohá se zaměřila na zkušenosti mexických a afroamerických žen a dětí. Vytvořila cyklus patnácti linorytů s názvem Černá žena (The Negro Woman), které zdůrazňují zkušenosti s diskriminací a rasismem, kterým v té době čelily afroamerické ženy a měly zdůraznit myšlenku rovnosti lidských ras. Do této série patří jedno z jejích nejznámějších děl Zemědělská pachtýřka (Sharecropper, 1952), vyjadřující důstojnost a klidnou sílu afroamerické ženy. Její plakáty Harriet Tubmanové, Angely Davisové, Malcolma X a dalších osobností byly široce distribuovány. Linorytová série Černá žena promlouvá (The Black Woman Speaks) z roku 1960 je jednou z prvních grafických sérií v západním umění, která ukazuje obraz americké černé ženy jako hrdinské a komplexní lidské bytosti..
Jako levicová aktivistka se dostala pod dohled velvyslanectví Spojených států a v průběhu padesátých let byla vyšetřována výborem pro neamerickou činnost. Nakonec jí byl zakázán vstup do ‎‎Spojených států‎‎, nemohla ani navštívit svou nemocnou matku. ‎‎ V roce 1962 se vzdala amerického občanství a stala se mexickou občankou. Až v roce 1971, s přispěním petice kolegů a přátel, dostala zvláštní povolení k účasti na výstavě svých prácí ‎‎v Harlemu‎‎. Dualitu její afroamerické a mexické identity ukazuje grafika Černá je krásná II (Negro es Bello II) z roku 1969. 
Vyučovala sochařství na fakultě umění Mexické národní autonomní univerzity. Po roce 1950 se její volná tvorba zaměřila především na sochařství. Po odchodu do penze se v roce 1975 přestěhovala do města Cuernavaca. V roce 1983 si s manželem koupili byt v New Yorku a trávili tam spolu část roku pravidelně až do Morovy smrti v roce 2002. Catlettová znovu získala americké občanství v roce 2002.
Catlettová zůstala aktivní umělkyní až do své smrti. Jako malířka i sochařka tvořila realistické a vysoce stylizované figury, aby vylíčila posílení postavení žen prostřednictvím expresivních póz. Její náměty se pohybovaly od něžných mateřských obrazů přes konfrontační symboly hnutí Black Power až po portréty Martina Luthera Kinga Jr. a spisovatelky Phyllis Wheatleyové. 
V roce 1978 bylo v kampusu Howardovy univerzity ve Washingtonu instalováno bronzové sousoší Elizabeth Catlettové s názvem Studenti touží (Students aspire), které představuje dva studenty různé barvy pleti. „Ti dva studenti se navzájem drží, aby vyjádřili jednotu spíše než soutěž, která ve vzdělávání existuje. Rovné znaménko znamená vědeckou i společenskou rovnost – že všichni by si měli být rovni; muži ženám, studenti fakultě, černoši všem ostatním. Studenti tvoří kmen stromu. Medailony jsou uspořádány do trojúhelníku jako větve a deska představuje kořeny.“ – Elizabeth Catlett“ Dalším významným dílem pozdního období je mahagonová socha Torzo z roku 1985. Catlettová dávala přednost materiálům, jako je cedr a mahagon, protože přirozeně zobrazují hnědou kůži.‎ Silná přítomnost afrických předků převládající v mexickém umění ji často inspirovala.
Zemřela pokojně ve spánku v kruhu rodiny ve svém domě v Cuernavaca 2. dubna 2012 ve věku 96 let.
První samostatnou výstavu měla ve Washingtonu v roce 1948. Další se uskutečnily hlavně po roce 1960, kdy v souvislosti s hnutím za práva černochů a žen se v USA zvýšil zájem o její dílo. Během svého života Catlettová měla více než padesát samostatných výstav včetně významných retrospektiv v letech 1993 a 1998.  Získala mnoho ocenění a uznání, včetně členství v Salón de la Plástica Mexicana (SPM), Institutu umění v Chicagu, čestných doktorátů z Pace University v New Yorku a Univerzity Carnegieho–Mellonových v Pittsburghu a ceny International Sculpture Center (Mezinárodního sochařského centra) v Hamiltonu v New Jersey za celoživotní přínos v současném sochařství.